# قصابعلي سرا (مقاطعة فومن)
قصابعلي سرا (بالفارسية: قصابعلی سرا) هي قرية تقع في غيلان في إيران. يقدر عدد سكانها بـ 219 نسمة بحسب إحصاء 2016.